# Vasilij (Danilov)
Vasilij (světským jménem: Alexandr Vladimirovič Danilov; * 24. dubna 1978, Uzlovaja) je ruský duchovní Ruské pravoslavné církve a emeritní biskup kasimovský a sasovský.

## Život
Narodil se 24. dubna 1978 v Uzlové v rodině kněze.
V letech 1985–1995 studoval střední školu v Michajlovu. Poté nastoupil na Rjazaňské pravoslavné duchovní učiliště a roku 1997 byl přijat na Samarský duchovní seminář. Seminář dokončil roku 1999.
Dne 13. září 1998 byl v chrámu Pokrova přesvaté Bohorodice v Samaře arcibiskupem samarským a syzranským Sergijem (Poletkinem) rukopoložen na diákona a určen pro službu v chrámu při semináři.
Dne 7. dubna 1999 byl arcibiskupem Sergijem rukopoložen na jereje. Po vysvěcení působil až do roku 2002 ve službách samarské eparchie. Roku 2003 byl přijat do kléru rjazaňské eparchie.
Roku 2004 nastoupil na dálkové studium fakulty práva a politologie Rjazaňské státní univerzity, kterou dokončil roku 2008 s titulem doktora práv. Poté dálkové studoval na Moskevské duchovní akademii, kterou úspěšně dokončil roku 2012.
Dne 15. října 2018 jej Svatý synod zvolil biskupem kasimovským a sasovským. Dne 18. října byl v monastýru Svaté Trojice v Rjazani postřižen na monacha se jménem Vasilij na počest svatého Vasilije Rjazaňského a o den později byl metropolitou rjazaňským a michajlovským Markem (Golovkovem) povýšen na archimandritu.
Dne 25. října 2018 byl v chrámu Krista Spasitele v Moskvě oficiálně jmenován biskupem a 18. listopadu proběhla v chrámu svatého knížete Vladimíra při Moskevském eparchiálním domě  jeho biskupská chirotonie. Světiteli byli patriarcha moskevský Kirill, metropolita istrijský Arsenij (Jepifanov), metropolita rjazaňský a michajlovský Mark (Golovkov), arcibiskup solněčnogorský Sergij (Čašin), biskup dmitrovský Feofilakt (Moisejev), biskup orechovo-zujevský Panteleimon (Šatov) a biskup skopinský a šacký Feodorit (Tichonov).
Dne 20. března 2025 byl penzionován a jako místo pobytu mu byl určen Poščupovský monastýr.